# Jorge Ruvalcaba
Jorge Antonio Ruvalcaba Castro (Rialto, California, 23 de julio de 2001) es un futbolista mexicano nacido en los Estados Unidos que juega como extremo en el Club Universidad Nacional de la Liga MX.

## Trayectoria
En 2020, fichó por Cal State San Bernardino Coyotes en los Estados Unidos. En 2021, fichó por el Club Universidad Nacional de la Liga MX de México. El día 10 de enero de 2022, debutó en la Primera División y en su primer balón que tocó marcó su primer gol con los Pumas durante la victoria por 5-0 sobre el Deportivo Toluca.
En agosto de 2023 es anunciado como nuevo jugador del Standard de Lieja de la Primera División de Bélgica para la temporada 2023-2024, sin embargo el Standard Lieja no hizo válida la opción de compra y, una vez finalizado el préstamo de un año que negociaron con Pumas, determinaron finalizar la relación con el extremo. 

## Selección nacional
Fue incluido por Raúl Chabrand en la nómina de la selección de fútbol sub-21 de México para disputar el Torneo Maurice Revello de 2022.
Debuta en la Selección de fútbol de México el 16 de enero de 2025 en un amistoso contra el Internacional de Porto Alegre donde es nombrado el MVP del partido marcando un gol. 